# Rivière Sens
Rivière Sens är ett vattendrag i Guadeloupe (Frankrike). Det ligger i den södra delen av Guadeloupe.